# La mazzetta (romanzo)
La mazzetta è un romanzo giallo di Attilio Veraldi, pubblicato nel 1976. 

## Trama
Il romanzo è ambientato a Napoli e narra in prima persona delle attività del faccendiere Sasa Jovine, incaricato 
dal suo principale datore di lavoro Michele Miletti di ritrovargli la figlia Giulia e le carte relative ad un episodio di 
corruzione miliardario. La ricerca di Jovine lo porta a scoprire i cadaveri dell'ultima moglie di Miletti e del suo amante e a rimanere coinvolto nel  violento scontro fra Miletti e Casali, un camorrista già socio di Miletti ma che questi aveva cercato di tenere fuori dall'affare più lucroso. Ingolosito dalla possibilità di lucrare dalla rivalità fra i due boss, Jovine si trova sempre più coinvolto in una serie di violenze e omicidi fino a scoprire che proprio Miletti era il mandante degli omicidi più efferati per una antica questione familiare. Ferito e ricoverato per un attentato subito dagli uomini da Casali, che riesce a subentrare nelle sue attività corruttive, Miletti viene ucciso dal suo segretario Marullo che per anni aveva dovuto subire le sue angherie.

## Adattamenti
Il romanzo ebbe un grande successo e ne fu tratto nel 1978 un film con l'identico titolo: La mazzetta.

## Edizioni
- La mazzetta, Rizzoli, 1976, ISBN 9788817458351.
- La mazzetta, Avagliano, maggio 2003, ISBN 9788883091230.
- La mazzetta, Scrittori, Milano, Ponte alle Grazie, 2017, ISBN 978-88-6833-677-6.